# Bobby Burg

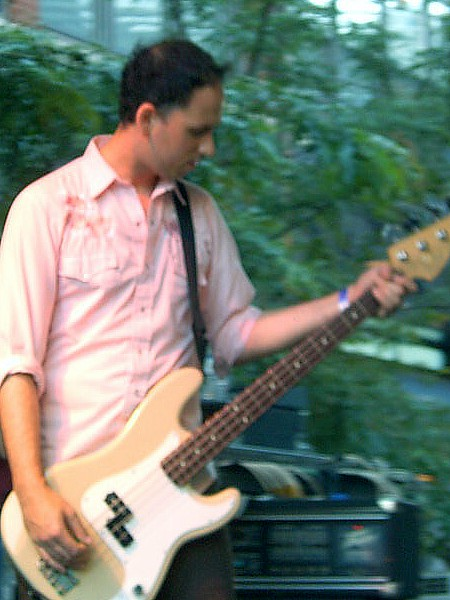
Bobby Burg 2006

Bobby Burg (* 5. Oktober 1977 in Ohio) ist ein US-amerikanischer Musiker und an zahlreichen Emo-Indie-Rock-Projekten in Chicago beteiligt.

## Werdegang
Bereits 1994 nahm Bobby Burg seine ersten Solotapes auf und spielte 1995 Gitarre bei seiner ersten Band Nobody’s Hero. Von 1995 bis 1996 war er Bandmitglied bei Jawa Sandcrawler, versuchte sich aber immer wieder auch als Solomusiker. Seine ersten professionellen Aufnahmen tätigte er 1997 mit Beauty Pageant, wo er mit Derek Erdman unter wechselnder Besetzung bis 1999 spielte.
1999 gründete Bobby Burg mit Love of Everything seine Emo-Band, um eigene Songideen zu entwickeln, und seine eigene Plattenfirma Record Label, um diese Ideen nach seinen Vorstellungen umsetzen zu können. Als Bandleader übernahm er auch den Gesangspart und veröffentlichte bald seinen ersten Longplayer. The Hertzsprung Gap blieb nur ein einmaliges Experiment, da Burg sich weiter auf seine Band Love of Everything konzentrieren wollte.
2003 konnte ihn Jugendfreund Tim Kinsella zu einer Beteiligung an dessen Bandprojekten Make Believe und Joan of Arc gewinnen, an denen auch Sam Zurick und Tims Cousin Nate Kinsella partizipierten. Später spielten die Bandkollegen von Make Believe auch bei einigen Aufnahmen von Love of Everything mit. 2004 war Burg auch in Europa auf Tournee.

## Bands und Projekte
- 1997 – 1999 Beauty Pageant
- 1999 The Hertzsprung Gap
- 1999 – heute Love of Everything
- 2003 – heute Make Believe
- 2004 – heute Joan of Arc
- 2009 – heute Vacations

## Diskografie
- 1997: Circles 7" – Beauty Pageant
- 1997: Cruel, Cruel Moon Split 7" – Beauty Pageant
- 1997: Significance Of 23 – Beauty Pageant
- 1998: Dear Gravity/In Adult Film – Beauty Pageant
- 1998: Magic by Error – Beauty Pageant
- 2000: Great Times! EP – Beauty Pageant
- 2000: Green – Love of Everything
- 2000: Peninsulas You Thought Were Islands – The Hertzsprung Gap
- 2001: Advisory Committee – Mirah
- 2001: Piano.Bedroom.Florida EP – Love of Everything
- 2002: friENDS EP – Love of Everything
- 2002: Drinking.Feeling – Love of Everything
- 2003: Last Thing We Ever Did – Love of Everything
- 2004: Bundini Brown Split EP – Joan of Arc
- 2004: Handjob Community – Love of Everything
- 2004: Indie Workshop Compilation – Make Believe
- 2004: Joan of Arc, Dick Cheney, Mark Twain – Joan of Arc
- 2004: Live in Münster 2003 – Joan of Arc
- 2004: Make Believe EP – Make Believe
- 2004: Metaphysics For Beginners Compilation – Make Believe
- 2004: Pink 7" – Make Believe
- 2004: Rabbit Rabbit Split EP – Joan of Arc
- 2004: Total Eclipse of the Heart – Love of Everything
- 2005: Crucifix Swastika EP – Tim Kinsella
- 2005: Limited Edition 12" – Make Believe
- 2005: Mt. Eerie Split 7" – Love of Everything
- 2005: One Bright Sunny Morning – Make Believe
- 2005: Presents Guitar Duets – Joan of Arc
- 2005: Shock Of Being – Make Believe
- 2005: Sub Rosa Compilation – Make Believe
- 2005: The Association Of Utopian Hologram Swallowers Compilation – Love of Everything
- 2005: What Matters Most Compilation – Joan of Arc
- 2006: Actual Fucking – Cex
- 2006: Eventually, All At Once – Joan of Arc
- 2006: Of Course – Make Believe
- 2006: Superior Mold And Die – Love of Everything
- 2006: The Intelligent Design Of – Joan of Arc
- 2007: Many Times I've Mistaken 7" – Joan of Arc
- 2008: Goin' to the Bone Church – Make Believe
- 2008: Boo Human – Joan of Arc
- 2008: My Summer-Long High Wipeout 7" – Joan of Arc
- 2009: I Was Bikini/But Rain Afraid 7" – Vacations
- 2009: Ghosts & Friends – Love of Everything
- 2009: Flowers – Joan of Arc
- 2010: Don't Mind Control – Joan of Arc
- 2010: Best In Tensions – Love of Everything
- 2010: Make Believe EP – Make Believe
- 2010: Meaningful Work – Joan of Arc
- 2011: Kangaroo Trick EP – Love of Everything
- 2011: Oh Brother – Joan of Arc
- 2011: Life Like – Joan of Arc
- 2011: Sooner I Wish 7" – Love of Everything
- 2011: For Kenna Rae – Joan of Arc
- 2012: Hydrangea Danger Split – Love of Everything
- 2012: Presents: Joan Of Arc – Joan of Arc
- 2012: Presents: Pine Cone  – Joan of Arc
- 2012: Joan of Arc  – Joan of Arc
- 2014: Weather Diaries – Joan of Arc
- 2013: Testimonium Songs – Joan of Arc